# Danuše Nerudová

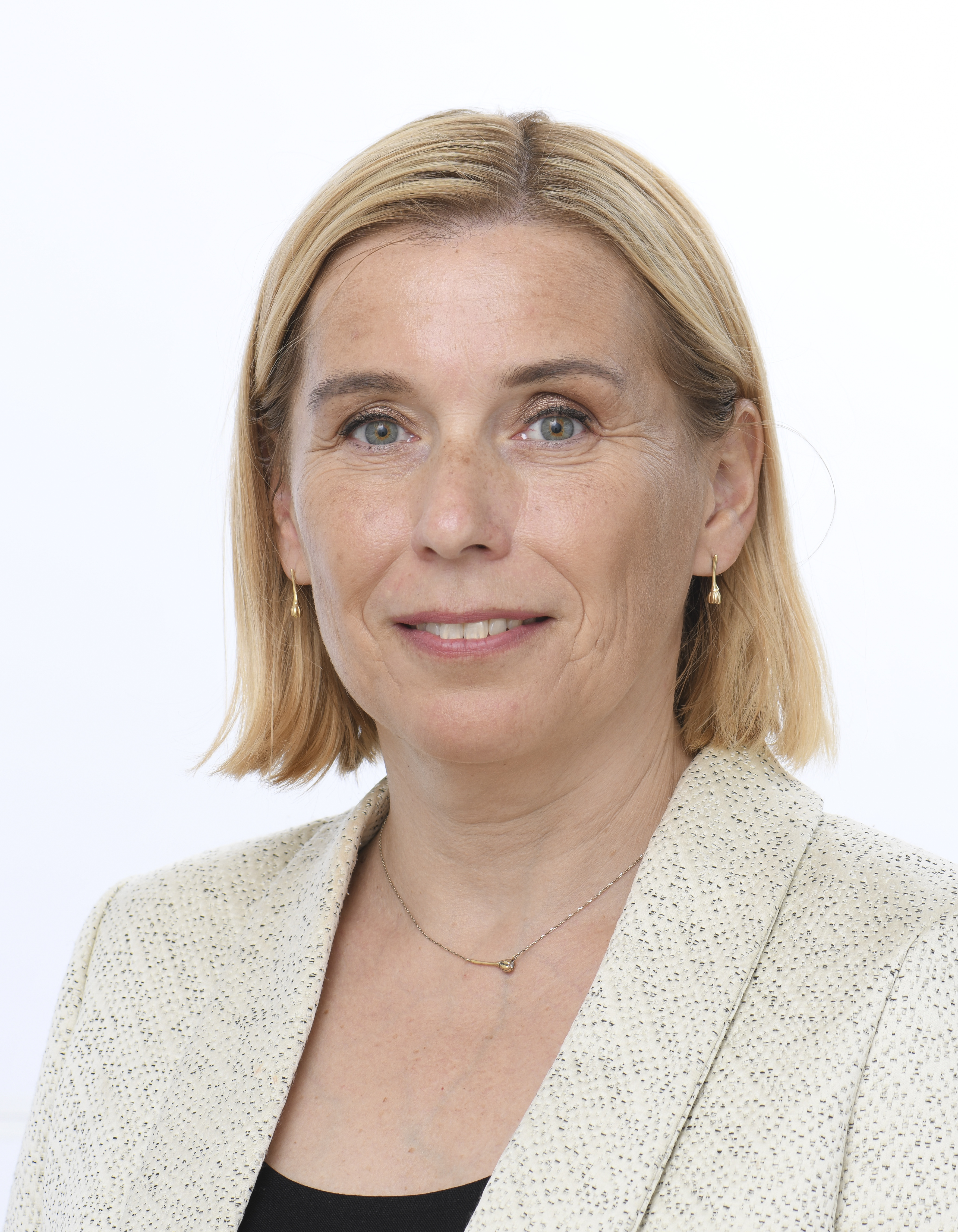
Danuše Nerudová (2024)

Danuše Nerudová (* 4. Januar 1979 in Brünn) ist eine tschechische Ökonomin und Politikerin. Von 2018 bis 2022 war sie Rektorin der Mendel-Universität Brünn. Seit 2024 ist sie Abgeordnete der Starostové a nezávislí (STAN) im Europäischen Parlament.

## Leben und Karriere
Nerudová studierte Wirtschaftspolitik und Verwaltung an der Mendel-Universität Brünn. Im Jahr 2005 wurde sie mit einer Dissertation zum Thema Steuerharmonisierung, Koordinierung und Wettbewerb im Kontext des einheitlichen EU-Binnenmarktes promoviert. Seit 2007 leitet sie dort das Institut für Rechnungswesen und Steuern. 2009 bis 2014 war sie Prodekanin der Betriebs- und Wirtschaftswissenschaftlichen Fakultät. 2017 wurde sie zur Professorin für Volkswirtschaftslehre berufen.
Vom 1. Februar 2018 bis 31. Januar 2022 war sie Rektorin der Mendel-Universität Brünn. Sie war die erste Frau, die an der Mendel-Universität dieses Amt übernahm.
Im Jahre 2022 gab sie bekannt, bei der Präsidentschaftswahl 2023 anzutreten. Am 13. Dezember 2022 wurde ihre Kandidatur nach Vorlage von 82.413 Unterschriften bestätigt.
In einer von Člověk v tísni (Mensch in Not) als Schulprojekt durchgeführten Abstimmung von mindestens 15-jährigen – meist noch nicht wahlberechtigten – Schülerinnen und Schüler von gut 500 tschechischen weiterführenden Schulen erhielt Nerudová Mitte Dezember 2022 ein Votum von 54 Prozent.
In der ersten Runde der Präsidentschaftswahl am 13. und 14. Januar 2023 errang Nerudová mit mehr als 777.000 Stimmen (13,92 Prozent) den 3. Platz. Sie erhielt mehr als doppelt soviele Stimmen wie der Kandidat auf dem 4. Platz, aber deutlich weniger als die gut 20 Prozent, die ihr Meinungsumfragen und Prognosen zugetraut hatten. In der Stichwahl unterstützt sie Petr Pavel.
Zu ihren Forschungsgebieten gehören vor allem die Harmonisierung nationaler Steuern in der Europäischen Union, Steuern und deren Finanzierung, das Rentensystem und die Gleichstellung von Mann und Frau.
Seit 2002 ist Nerudová mit dem Juristen Robert Neruda verheiratet.
Als Kandidatin der Starostové a nezávislí (Bürgermeister und Unabhängige) wurde sie bei den Europawahlen im Juni 2024 ins Europäische Parlament gewählt. Dort sitzt sie in der christdemokratischen EVP-Fraktion. Sie ist Mitglied im Haushaltsausschuss und stellvertretende Vorsitzende der Delegation für die Beziehungen zur Koreanischen Halbinsel.